# 格魯訥瓦爾德湖

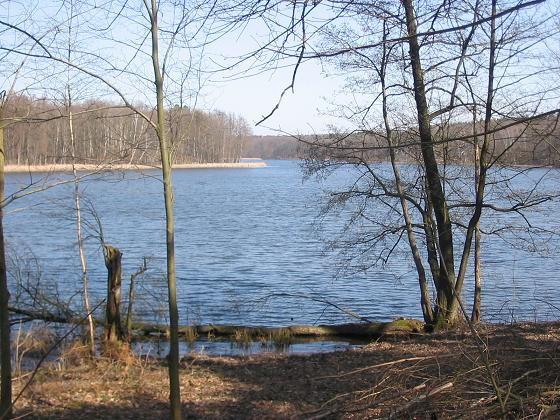

52°28′12″N 13°15′45″E / 52.47000°N 13.26250°E
格魯訥瓦爾德湖（德語：Grunewaldsee），是德國的湖泊，位於首都柏林第四區夏洛滕堡-維爾默斯多夫西部，面積0.2平方公里，海拔高度44米，2004年起禁止在該湖洗澡。